# 에두아르두 곤사우베스 지 올리베이라
에두아르두 곤사우베스 지 올리베이라(포르투갈어: Eduardo Gonçalves de Oliveira, 1981년 11월 30일 ~ )는 에두로 잘 알려진 브라질 출신의 전 축구 선수이다.

## 축구인 경력

### 클럽 경력
2000년까지 브라질의 명문팀 산투스 FC 유소년 팀에 속해 있었고, 구아라니 FC, 나우치쿠 카피바리비, 아틀레치쿠 카탈라누를 거쳐 독일 1 분데스리가의 VfL 보훔에 진출하였다.
2006년 여름 1. FSV 마인츠 05으로 이적해 활약하던 그는 같은 팀에 속해 있던 차두리의 소개로 2007년 차범근 감독이 있던 K리그의 수원 삼성 블루윙즈로 이적하였다. 이적 첫 해에 34경기에 출전, 7골 4도움(컵 대회 포함)을 기록하였다. K리그 2008에서는 36경기에 출전하여 15 득점 7 도움을 기록하며 더욱 나은 활약을 보였고, K리그 올스타로 선정되어 도쿄 국립경기장에서 열린 2008년 'JOMO컵 한일 올스타전'에 출전해 두 골을 기록하기도 했다.
그 해 열린 K리그 챔피언 결정전 2차전에서도 골을 기록하며 수원 삼성 블루윙즈의 우승의 주역이 되었고, K리그 베스트 11 공격수 부문에 선정되었다. 2010년 1월, 분데스리가의 FC 샬케 04로 이적하였다. 샬케 04가 2010년 여름 이적시장에서 영입한 클라스얀 휜텔라르가 초반 무서운 골폭풍을 보여주면서 한동안 출장 기회를 잡지 못하였으나, 훈텔라르의 부진과 함께 주전 출장기회를 잡았으며 2010-2011 UEFA 챔피언스리그 8강 FC 인테르나치오날레 밀라노전에서 2골로 샬케의 4강행을 이끌기도 했다.
2013년 랴오닝 훙윈으로 이적하며 아시아 무대로 복귀하였고, 2014년엔 FC 도쿄로 이적하였다.
2015년 전북 현대 모터스로 이적하였다. 그는 AFC 챔피언스리그 가시와 레이솔 전에서 공식적으로 한국 복귀전을 치렀다. 복귀전은 0:0으로 끝났지만 이후 벌어진 AFC 챔피언스리그 조별 리그 2차전 산둥 루넝전에서 멋진 칩슛으로 첫 득점을 성공시켰다. K리그 1라운드 성남 FC전에 페널티킥을 포함해 2골을 넣었다. 다음 2라운드 경기 FC 서울 전에서도 1골을 넣었다. 7월 5일 대전과의 원정 경기에서 2골을 넣으며 2015 시즌 가장 먼저 두자릿수 득점을 기록하였다. 2015년 7월 전북 현대 모터스를 떠나 중국 갑급 리그의 허베이 화샤 싱푸로 이적했다.
허베이에서 팀이 중국 슈퍼리그로 승격하는데 기여하였지만 승격 후 모든 용병 쿼터를 새로운 외국인으로 재편성하는 과정에서 허베이와 계약을 해지하였다.
2016년 허베이와 방출당한 에두는 친정팀인 수원 삼성 블루윙즈로 이적하려하였으나, 모 기업의 낮아진 투자로 인해 수원은 에두의 연봉을 맟춰줄수가 없었고 에두는 결국 자기가 원한 전북 현대 모터스와 여름이적시장에 이적하는 가계약을 맺고 브라질로 임대아닌 임대를 가게되었다라는 논란이 있었다. 당시 에두 본인은 인터뷰를 통해 이 사실을 부인하였다. 은퇴는 아직 생각이없으며 반년 동안 브라질에서 개인훈련을 하면서 휴식을 취하는 것이 앞으로의 일정이라 하였다.
이후 반년간 무소속으로 지내다 2016년 7월 강원 FC로 이적간 루이스의 대체자원으로 전북에 재입단하였다. 결국 아무런 행선지 없이 6개월을 무적 상태로 있다가 다시 전북에 돌아온 결과로 보았을 때 '가계약이 사실이었다'는 의견이 힘을 얻고 있다. 2016년 11월 2일 열린 K리그 클래식 37라운드에서 상주상무 상대로 복귀골를 터트렸다. 2017시즌이 끝나고 은퇴한다고 밝혔다.(관련기사).

## 수상 경력

### 개인
- 2008년 K리그 베스트 11 선정

### 클럽

#### 수원 삼성 블루윙즈
- K리그 우승 1회 (2008년)
- 리그컵 우승 1회 (2008년)
- FA컵 우승 1회 (2009년)
- 팬퍼시픽 챔피언십 우승 1회 (2009년)

#### FC 샬케 04
- DFB-포칼 우승 1회 (2010-2011)
- DFL-슈퍼컵 우승 1회 (2011)

### 전북 현대
- AFC 챔피언스리그 우승 1회 (2016)
- K리그 클래식 우승 1회 (2017)

## 등번호

### K리그
- 9 (2007년 ~ 2009년,  수원 삼성 블루윙즈)
- 9 (2015년,  전북 현대 모터스)
- 81 (2016년,  전북 현대 모터스)
- 9 (2017년,  전북 현대 모터스)

### 중국 슈퍼리그
- 10 (2013년,  랴오닝 훙윈)
- 7 (2015년,  허베이 화샤 싱푸)

### J리그
- 11 (2014년,  FC 도쿄)